# Euroliga 2007-08
La temporada 2007-08 de la Euroliga (la máxima competición de clubes de baloncesto de Europa) se disputó del 22 de octubre de 2007 hasta el 4 de mayo de 2008 y fue organizada por la Unión de Ligas Europeas de Baloncesto (ULEB).
Los mejores 24 clubes europeos de baloncesto compitieron por el título de campeón de clubes europeo, el cual fue ganado por el PBC CSKA Moscú en la ciudad de Madrid.

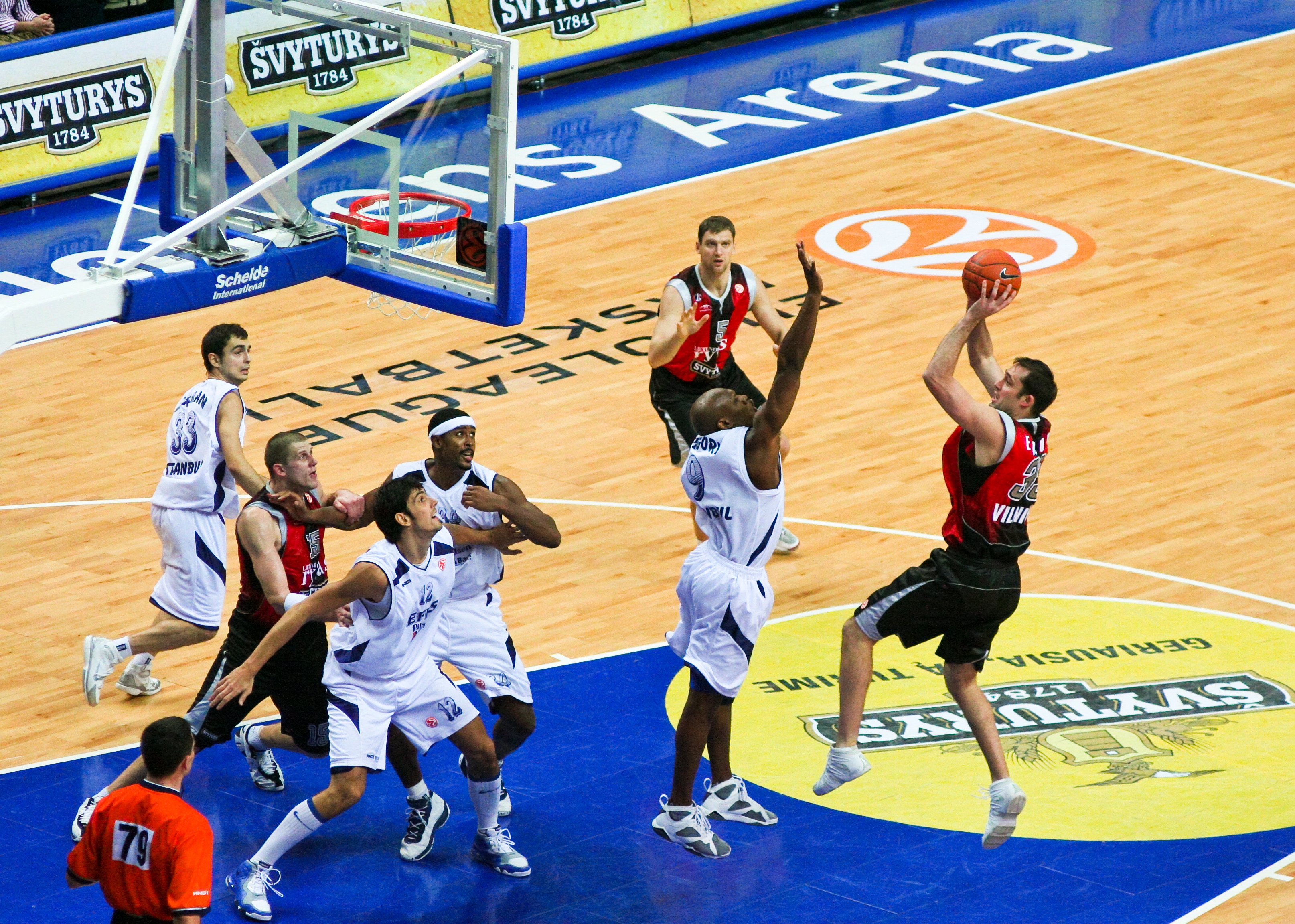
Partido correspondiente al Grupo B entre Efes Pilsen SK y BC Lietuvos Rytas.

## Primera fase
Los cinco primeros de cada grupo y el mejor sexto alcanzaron el Top 16.
| Clave para los grupos                       |
| ------------------------------------------- |
| Equipos clasificados para la siguiente fase |
| Equipos eliminados                          |

### Grupo A
|    | Equipo               | PJ | PG | PP | PF   | PC   | Dif  |
| -- | -------------------- | -- | -- | -- | ---- | ---- | ---- |
| 1. | PBC CSKA Moscú       | 14 | 12 | 2  | 1123 | 942  | +181 |
| 2. | Montepaschi Siena    | 14 | 10 | 4  | 1098 | 974  | +124 |
| 3. | TAU Cerámica         | 14 | 9  | 5  | 1170 | 1051 | +119 |
| 4. | BC Žalgiris Kaunas   | 14 | 8  | 6  | 1110 | 1126 | -16  |
| 5. | Olympiacos BC        | 14 | 7  | 7  | 1185 | 1099 | +86  |
| 6. | KK Olimpia Ljubljana | 14 | 4  | 10 | 1030 | 1147 | -117 |
| 7. | Prokom Trefl Sopot   | 14 | 4  | 10 | 973  | 1143 | -170 |
| 8. | VidiVici Bolonia     | 14 | 2  | 12 | 1008 | 1215 | -207 |

|      | CSKA  | MONT  | BASK  | ŽALG  | OLYM  | OLIM   | PROK   | VIRT   |
| ---- | ----- | ----- | ----- | ----- | ----- | ------ | ------ | ------ |
| CSKA | –     | 74–70 | 70–62 | 78–70 | 88–79 | 74–57  | 99–67  | 79–53  |
| MONT | 66–69 | –     | 83–71 | 89–64 | 86–84 | 80–52  | 87–64  | 80–69  |
| BASK | 76–85 | 76–61 | –     | 84–66 | 75–64 | 89–74  | 98–74  | 98–71  |
| ŽALG | 60–88 | 75–69 | 95–92 | –     | 88–75 | 91–72  | 82–72  | 102–82 |
| OLYM | 71–67 | 73–80 | 95–90 | 90–74 | –     | 113–80 | 109–65 | 104–76 |
| OLIM | 74–72 | 80–86 | 78–92 | 74–83 | 87–78 | –      | 68–49  | 75–60  |
| PROK | 69–88 | 59–84 | 66–82 | 80–85 | 63–59 | 79–68  | –      | 79–59  |
| VIRT | 68–92 | 64–77 | 69–85 | 81–75 | 80–91 | 101–91 | 75–87  | –      |

### Grupo B
|    | Equipo                | PJ | PG | PP | PF   | PC   | Dif  |
| -- | --------------------- | -- | -- | -- | ---- | ---- | ---- |
| 1. | BC Lietuvos Rytas     | 14 | 11 | 3  | 1127 | 999  | +128 |
| 2. | Maccabi Tel Aviv BC   | 14 | 11 | 3  | 1162 | 1108 | +54  |
| 3. | Unicaja Málaga        | 14 | 10 | 4  | 1124 | 1007 | +117 |
| 4. | Efes Pilsen SK        | 14 | 8  | 6  | 1106 | 1080 | +26  |
| 5. | Aris TT Bank          | 14 | 7  | 7  | 1054 | 1072 | -18  |
| 6. | KK Cibona Zagreb      | 14 | 4  | 10 | 1080 | 1188 | -108 |
| 7. | Armani Jeans Milán    | 14 | 3  | 11 | 1015 | 1107 | -92  |
| 8. | Le Mans Sarthe Basket | 14 | 2  | 12 | 1035 | 1142 | -107 |

|      | LIET  | MACC   | UNIC  | EFES  | ARIS  | CIBN   | OMIL   | LEMA  |
| ---- | ----- | ------ | ----- | ----- | ----- | ------ | ------ | ----- |
| LIET | –     | 92–74  | 71–63 | 70–77 | 77–70 | 93–59  | 75–62  | 85–50 |
| MACC | 82–87 | –      | 87–68 | 73–67 | 85–70 | 80–74  | 91–76  | 74–71 |
| UNIC | 71–69 | 93–70  | –     | 87–77 | 73–52 | 102–64 | 89–70  | 87–68 |
| EFES | 90–84 | 68–83  | 91–75 | –     | 74–84 | 100–74 | 80–70  | 66–63 |
| ARIS | 69–72 | 94–101 | 87–83 | 67–64 | –     | 77–73  | 70–77  | 93–74 |
| CIBN | 79–86 | 76–81  | 62–76 | 93–85 | 76–83 | –      | 100–91 | 91–71 |
| OMIL | 76–83 | 81–82  | 65–74 | 73–76 | 77–69 | 63–72  | –      | 63–83 |
| LEMA | 77–83 | 91–99  | 74–83 | 84–91 | 66–69 | 100–87 | 63–71  | –     |

### Grupo C
|    | Equipo                | PJ | PG | PP | PF   | PC   | Dif  |
| -- | --------------------- | -- | -- | -- | ---- | ---- | ---- |
| 1. | Panathinaikos BC      | 14 | 12 | 2  | 1156 | 1037 | +119 |
| 2. | Real Madrid CF        | 14 | 11 | 3  | 1137 | 1015 | +122 |
| 3. | AXA FC Barcelona      | 14 | 9  | 5  | 1082 | 991  | +91  |
| 4. | Fenerbahçe Ülker      | 14 | 6  | 8  | 1087 | 1103 | -19  |
| 5. | KK Partizan Belgrado  | 14 | 6  | 8  | 1100 | 1103 | -3   |
| 6. | Lottomatica Roma      | 14 | 6  | 8  | 1071 | 1093 | -22  |
| 7. | Chorale Roanne Basket | 14 | 4  | 10 | 1104 | 1224 | -120 |
| 8. | Brose Baskets         | 14 | 2  | 12 | 879  | 1040 | -161 |

|      | PANA   | RMAD  | FCBA  | FENE  | PART  | ROMA   | CHOR   | BROS  |
| ---- | ------ | ----- | ----- | ----- | ----- | ------ | ------ | ----- |
| PANA | –      | 92–85 | 76–66 | 88–68 | 67–66 | 86–83  | 102–78 | 66–61 |
| RMAD | 95–87  | –     | 82–79 | 87–77 | 75–64 | 89–83  | 104–73 | 93–57 |
| FCBA | 55–56  | 73–62 | –     | 82–67 | 95–69 | 75–77  | 82–76  | 80–58 |
| FENE | 64–83  | 72–80 | 78–85 | –     | 86–91 | 85–66  | 81–68  | 79–77 |
| PART | 90–94  | 72–80 | 81–78 | 72–76 | –     | 91–86  | 82–76  | 85–37 |
| ROMA | 85–67  | 69–64 | 65–74 | 63–84 | 88–87 | –      | 67–74  | 81–57 |
| CHOR | 83–123 | 68–82 | 79–89 | 90–97 | 87–88 | 104–85 | –      | 84–81 |
| BROS | 58–72  | 49–59 | 65–69 | 81–73 | 78–62 | 59–73  | 61–64  | –     |

## Top 16
Los dos primeros de cada grupo alcanzaron la ronda eliminatoria.

### Grupo D
|    | Equipo               | PJ | PG | PP | PF  | PC  | Dif |
| -- | -------------------- | -- | -- | -- | --- | --- | --- |
| 1. | Montepaschi Siena    | 6  | 4  | 2  | 465 | 427 | +38 |
| 2. | KK Partizan Belgrado | 6  | 4  | 2  | 440 | 430 | +10 |
| 3. | Panathinaikos BC     | 6  | 3  | 3  | 430 | 446 | -16 |
| 4. | Efes Pilsen SK       | 6  | 1  | 5  | 426 | 458 | -32 |

|      | MONT  | PART  | PANA  | EFES  |
| ---- | ----- | ----- | ----- | ----- |
| MONT | –     | 71–54 | 84–75 | 80–67 |
| PART | 78–75 | –     | 82–73 | 78–65 |
| PANA | 77–76 | 67–65 | –     | 74–65 |
| EFES | 76–79 | 79–83 | 74–64 | –     |

### Grupo E
|    | Equipo            | PJ | PG | PP | PF  | PC  | Dif |
| -- | ----------------- | -- | -- | -- | --- | --- | --- |
| 1. | TAU Cerámica      | 6  | 5  | 1  | 510 | 467 | +43 |
| 2. | Fenerbahçe Ülker  | 6  | 3  | 3  | 493 | 488 | +5  |
| 3. | BC Lietuvos Rytas | 6  | 2  | 4  | 506 | 507 | -1  |
| 4. | Aris TT Bank      | 6  | 2  | 4  | 448 | 495 | -47 |

|      | BASK  | FENE   | LIET  | ARIS  |
| ---- | ----- | ------ | ----- | ----- |
| BASK | –     | 103–84 | 87–84 | 90–74 |
| FENE | 75–59 | –      | 95–91 | 59–60 |
| LIET | 81–84 | 87–84  | –     | 89–74 |
| ARIS | 69–87 | 88–96  | 83–74 | –     |

### Grupo F
|    | Equipo              | PJ | PG | PP | PF  | PC  | Dif |
| -- | ------------------- | -- | -- | -- | --- | --- | --- |
| 1. | Maccabi Tel Aviv BC | 6  | 4  | 2  | 516 | 496 | +20 |
| 2. | Olympiacos BC       | 6  | 4  | 2  | 443 | 436 | +7  |
| 3. | Real Madrid CF      | 6  | 3  | 3  | 489 | 493 | -4  |
| 4. | BC Žalgiris Kaunas  | 6  | 1  | 5  | 457 | 480 | -23 |

|      | MACC    | OLYM  | RMAD  | ŽALG  |
| ---- | ------- | ----- | ----- | ----- |
| MACC | –       | 82–87 | 94–75 | 80–66 |
| OLYM | 67–75   | –     | 72–63 | 86–84 |
| RMAD | 100–103 | 80–70 | –     | 88–85 |
| ŽALG | 101–82  | 52–61 | 69–83 | –     |

### Grupo G
|    | Equipo           | PJ | PG | PP | PF  | PC  | Dif |
| -- | ---------------- | -- | -- | -- | --- | --- | --- |
| 1. | PBC CSKA Moscú   | 6  | 4  | 2  | 448 | 386 | +62 |
| 2. | AXA FC Barcelona | 6  | 3  | 3  | 393 | 383 | +10 |
| 3. | Unicaja Málaga   | 6  | 3  | 3  | 412 | 418 | -6  |
| 4. | Lottomatica Roma | 6  | 2  | 4  | 383 | 449 | -66 |

|      | CSKA  | FCBA  | UNIC  | ROMA  |
| ---- | ----- | ----- | ----- | ----- |
| CSKA | –     | 72–55 | 93–70 | 72–71 |
| FCBA | 64–62 | –     | 64–62 | 86–57 |
| UNIC | 72–67 | 62–61 | –     | 79–58 |
| ROMA | 54–82 | 68–63 | 75–67 | –     |

## Cuartos de final

### Cuarto de final 1
| 1 de abril de 2008 | Montepaschi Siena                                            | 73–66        | Fenerbahçe Ülker                                     |                                                                     |  |
|                    | Parciales: 23-16, 16-20, 16-15, 18-15                        |              |                                                      |                                                                     |  |
|                    | Estadísticas Lavrinovič 16 Stonerook 8 McIntyre & Thornton 4 | Pts Reb Asts | Estadísticas Erden & Kinsey 12 Preldžič 8 Preldžič 4 | Pabellón: Palasport Mens Sana, Siena Asistencia: 6.500 espectadores |  |

| 3 de abril de 2008                      | Fenerbahçe Ülker                         | 65–86        | Montepaschi Siena                                       |                                                                      |  |  |
|                                         | Parciales: 15-25, 19-12, 11-25, 20-24    |              |                                                         |                                                                      |  |  |
|                                         | Estadísticas Aşık 12 Türkcan 8 Solomon 3 | Pts Reb Asts | Estadísticas Lavrinovič & Thornton 18 Sato 8 McIntyre 6 | Pabellón: Abdi İpekçi Arena, Estambul Asistencia: 7.000 espectadores |  |  |
| Montepaschi Siena gana la serie por 2–0 |                                          |              |                                                         |                                                                      |  |  |
|                                         |                                          |              |                                                         |                                                                      |  |  |

### Cuarto de final 2
| 1 de abril de 2008 | TAU Cerámica                               | 74–66        | KK Partizan Belgrado                          |                                                                        |  |
|                    | Parciales: 18-16, 18-22, 20-12, 18-16      |              |                                               |                                                                        |  |
|                    | Estadísticas Planinić 18 Mickeal 7 Vidal 1 | Pts Reb Asts | Estadísticas Kecman 13 Veličković 8 Palacio 4 | Pabellón: Fernando Buesa Arena, Vitoria Asistencia: 8.400 espectadores |  |

| 3 de abril de 2008 | KK Partizan Belgrado                                         | 76–55        | TAU Cerámica                                     |                                                                |  |
|                    | Parciales: 25-15, 11-16, 18-17, 22-7                         |              |                                                  |                                                                |  |
|                    | Estadísticas Peković 19 Veličković 12 Palacio & Veličković 4 | Pts Reb Asts | Estadísticas Rakočević 15 Singleton 6 Prigioni 5 | Pabellón: Pionir Hall, Belgrado Asistencia: 7.123 espectadores |  |

| 9 de abril de 2008                 | TAU Cerámica                                  | 85–68        | KK Partizan Belgrado                           |                                                                        |  |  |
|                                    | Parciales: 16-19, 22-13, 22-21, 25-15         |              |                                                |                                                                        |  |  |
|                                    | Estadísticas Mickeal 19 Splitter 9 Prigioni 3 | Pts Reb Asts | Estadísticas Tripković 16 Kecman 7 Tripković 3 | Pabellón: Fernando Buesa Arena, Vitoria Asistencia: 9.700 espectadores |  |  |
| TAU Cerámica gana la serie por 2–1 |                                               |              |                                                |                                                                        |  |  |
|                                    |                                               |              |                                                |                                                                        |  |  |

### Cuarto de final 3
| 1 de abril de 2008 | Maccabi Tel Aviv BC                          | 81–75        | AXA FC Barcelona                              |                                                                 |  |
|                    | Parciales: 16-14, 20-15, 21-28, 24-18        |              |                                               |                                                                 |  |
|                    | Estadísticas Batista 15 Morris 10 Halperin 5 | Pts Reb Asts | Estadísticas Ilyasova 21 Ilyasova 9 Sánchez 6 | Pabellón: Nokia Arena, Tel Aviv Asistencia: 11.000 espectadores |  |

| 3 de abril de 2008 | AXA FC Barcelona                           | 83–74        | Maccabi Tel Aviv BC                       |                                                                     |  |
|                    | Parciales: 23-22, 20-15, 21-21, 19-16      |              |                                           |                                                                     |  |
|                    | Estadísticas Basile 34 Vázquez 10 Grimau 5 | Pts Reb Asts | Estadísticas Casspi 18 Morris 11 Vujčić 4 | Pabellón: Palau Blaugrana, Barcelona Asistencia: 6.739 espectadores |  |

| 10 de abril de 2008                       | Maccabi Tel Aviv BC                                     | 88–75        | AXA FC Barcelona                            |                                                                 |  |  |
|                                           | Parciales: 18-19, 25-15, 20-19, 25-22                   |              |                                             |                                                                 |  |  |
|                                           | Estadísticas Bluthenthal & Bynum 21 Morris 8 Halperin 9 | Pts Reb Asts | Estadísticas Grimau 18 Vázquez 13 Lakovič 4 | Pabellón: Nokia Arena, Tel Aviv Asistencia: 11.000 espectadores |  |  |
| Maccabi Tel Aviv BC gana la serie por 2–1 |                                                         |              |                                             |                                                                 |  |  |
|                                           |                                                         |              |                                             |                                                                 |  |  |

### Cuarto de final 4
| 1 de abril de 2008 | PBC CSKA Moscú                               | 74–76        | Olympiacos BC                                         |                                                                            |  |
|                    | Parciales: 20-24, 12-15, 20-23, 22-14        |              |                                                       |                                                                            |  |
|                    | Estadísticas Smodiš 21 Smodiš 5 Papaloukas 4 | Pts Reb Asts | Estadísticas Woods 20 Bourousis & Printezis 5 Greer 6 | Pabellón: CSKA Universal Sports Hall, Moscú Asistencia: 5.000 espectadores |  |

| 3 de abril de 2008 | Olympiacos BC                                     | 73–83        | PBC CSKA Moscú                                                                   |                                                                                       |  |
|                    | Parciales: 27-15, 11-27, 18-28, 17-13             |              |                                                                                  |                                                                                       |  |
|                    | Estadísticas Woods 19 Printezis & Woods 7 Greer 5 | Pts Reb Asts | Estadísticas Šiškauskas 20 Andersen, Langdon, Šiškauskas & Smodiš 4 Papaloukas 7 | Pabellón: Pabellón de 'La Paz y La Amistad', El Pireo Asistencia: 12.000 espectadores |  |

| 9 de abril de 2008                   | PBC CSKA Moscú                               | 81–56        | Olympiacos BC                                              |                                                                            |  |  |
|                                      | Parciales: 22-16, 19-13, 20-21, 20-6         |              |                                                            |                                                                            |  |  |
|                                      | Estadísticas Šiškauskas 24 Smodiš 6 Holden 6 | Pts Reb Asts | Estadísticas Vasilopoulos 17 Printezis 5 Blakney & Greer 4 | Pabellón: CSKA Universal Sports Hall, Moscú Asistencia: 5.000 espectadores |  |  |
| PBC CSKA Moscú gana la serie por 2–1 |                                              |              |                                                            |                                                                            |  |  |
|                                      |                                              |              |                                                            |                                                                            |  |  |

## Final Four

### Semifinales

#### Semifinal 1
| 2 de mayo de 2008 | Montepaschi Siena                           | 85–92        | Maccabi Tel Aviv BC                     |                                                                                                 |  |
|                   | Parciales: 20-8, 25-25, 19-28, 21-31        |              |                                         |                                                                                                 |  |
|                   | Estadísticas McIntyre 26 Sato 11 McIntyre 5 | Pts Reb Asts | Estadísticas Garcia 19 Morris 7 Bynum 7 | Pabellón: Palacio de Deportes de la Comunidad de Madrid, Madrid Asistencia: 13.480 espectadores |  |

#### Semifinal 2
| 2 de mayo de 2008 | TAU Cerámica                                               | 79–83        | PBC CSKA Moscú                                          |                                                                                                 |  |
|                   | Parciales: 20-20, 19-13, 17-24, 23-26                      |              |                                                         |                                                                                                 |  |
|                   | Estadísticas Rakočević 19 McDonald & Prigioni 6 Prigioni 3 | Pts Reb Asts | Estadísticas Andersen & Šiškauskas 16 Smodiš 6 Holden 3 | Pabellón: Palacio de Deportes de la Comunidad de Madrid, Madrid Asistencia: 13.480 espectadores |  |

### Tercer lugar
| 4 de mayo de 2008 | Montepaschi Siena                                         | 97–93        | TAU Cerámica                                   |                                                                                                 |  |
|                   | Parciales: 21-19, 17-22, 23-20, 18-18 (T.E.: 18-14)       |              |                                                |                                                                                                 |  |
|                   | Estadísticas Lavrinovič 19 Sato & Stonerook 9 McIntyre 12 | Pts Reb Asts | Estadísticas Mickeal 16 Mickeal 10 Prigioni 11 | Pabellón: Palacio de Deportes de la Comunidad de Madrid, Madrid Asistencia: 13.480 espectadores |  |

### Final
| 4 de mayo de 2008 | Maccabi Tel Aviv BC                              | 77–91        | PBC CSKA Moscú                                |                                                                                                 |  |
|                   | Parciales: 21-22, 20-20, 16-21, 20-28            |              |                                               |                                                                                                 |  |
|                   | Estadísticas Bynum 23 Batista & Morris 7 Bynum 4 | Pts Reb Asts | Estadísticas Langdon 21 Smodiš 8 Papaloukas 4 | Pabellón: Palacio de Deportes de la Comunidad de Madrid, Madrid Asistencia: 13.480 espectadores |  |

| Campeones de la Euroleague 2007-08 |
| ---------------------------------- |
| PBC CSKA Moscú Sexto título        |

## Nominaciones

### Primer quinteto ideal de la temporada
| Posición  | Jugador            | Equipo              |
| --------- | ------------------ | ------------------- |
| Base      | Terrell McIntyre   | Montepaschi Siena   |
| Escolta   | Trajan Langdon     | PBC CSKA Moscú      |
| Alero     | Ramūnas Šiškauskas | PBC CSKA Moscú      |
| Ala-pívot | Terence Morris     | Maccabi Tel Aviv BC |
| Pívot     | Tiago Splitter     | TAU Cerámica        |

|  | MVP de la temporada |

### Segundo quinteto ideal de la temporada
| Posición  | Jugador              | Equipo               |
| --------- | -------------------- | -------------------- |
| Base      | Theodoros Papaloukas | PBC CSKA Moscú       |
| Escolta   | Marvis Thornton      | Montepaschi Siena    |
| Alero     | Yotam Halperin       | Maccabi Tel Aviv BC  |
| Ala-pívot | Nikola Peković       | KK Partizan Belgrado |
| Pívot     | Kšyštof Lavrinovič   | Montepaschi Siena    |

### MVP de la Final Four
| Posición | Jugador        | Equipo         |
| -------- | -------------- | -------------- |
| Escolta  | Trajan Langdon | PBC CSKA Moscú |

### PremioAlphonso Fordal mejor anotador
| Posición  | Jugador      | Equipo                |
| --------- | ------------ | --------------------- |
| Ala-pívot | Marc Salyers | Chorale Roanne Basket |

### Mejor defensor
| Posición | Jugador              | Equipo           |
| -------- | -------------------- | ---------------- |
| Base     | Dimitris Diamantidis | Panathinaikos BC |

### Estrella emergente
| Posición | Jugador          | Equipo             |
| -------- | ---------------- | ------------------ |
| Alero    | Danilo Gallinari | Armani Jeans Milán |

### PremioAlexander Gomelskyal mejor entrenador
| Entrenador     | Equipo         |
| -------------- | -------------- |
| Ettore Messina | PBC CSKA Moscú |

### Jugador del mes
| Mes       | Jugador             | Equipo               |
| --------- | ------------------- | -------------------- |
| Noviembre | Arvydas Macijauskas | Olympiacos BC        |
| Diciembre | Marcus Brown        | BC Žalgiris Kaunas   |
| Enero     | Terence Morris      | Maccabi Tel Aviv BC  |
| Febrero   | Marvis Thornton     | Montepaschi Siena    |
| Marzo     | Milt Palacio        | KK Partizan Belgrado |
| Abril     | Ramūnas Šiškauskas  | PBC CSKA Moscú       |

### Jugador de la jornada
| Jornada       | Jugador               | Equipo                | Valoración |
| ------------- | --------------------- | --------------------- | ---------- |
| 1             | Nikola Peković        | KK Partizan Belgrado  | 40         |
| 2             | Artūras Jomantas      | BC Lietuvos Rytas     | 29         |
| 2             | Eražem Lorbek         | Lottomatica Roma      | 29         |
| 3             | Jeremiah Massey       | Aris TT Bank          | 40         |
| 4             | Tomas van den Spiegel | Prokom Trefl Sopot    | 50         |
| 5             | Arvydas Macijauskas   | Olympiacos BC         | 41         |
| 6             | Dewarick Spencer      | VidiVici Bolonia      | 44         |
| 7             | Daniel Santiago       | Unicaja Málaga        | 34         |
| 8             | Marc Salyers          | Chorale Roanne Basket | 34         |
| 9             | Tiago Splitter        | TAU Cerámica          | 42         |
| 10            | Scoonie Penn          | Efes Pilsen SK        | 38         |
| 11            | Loren Woods           | Efes Pilsen SK        | 35         |
| 12            | Marko Milič           | KK Olimpia Ljubljana  | 33         |
| 12            | Romain Sato           | Montepaschi Siena     | 33         |
| 12            | Will Solomon          | Fenerbahçe Ülker      | 33         |
| 13            | Novica Veličković     | KK Partizan Belgrado  | 30         |
| 14            | Jordi Trias           | AXA FC Barcelona      | 36         |
| Top16 - 1     | Lynn Greer            | Olympiacos BC         | 31         |
| Top16 - 2     | Esteban Batista       | Maccabi Tel Aviv BC   | 27         |
| Top16 - 3     | Dimitris Diamantidis  | Panathinaikos BC      | 29         |
| Top16 - 3     | Terence Morris        | Maccabi Tel Aviv BC   | 29         |
| Top16 - 4     | Lynn Greer            | Olympiacos BC         | 37         |
| Top16 - 5     | Axel Hervelle         | Real Madrid CF        | 32         |
| Top16 - 5     | Scoonie Penn          | Efes Pilsen SK        | 32         |
| Top16 - 6     | Jeremiah Massey       | Aris TT Bank          | 34         |
| Top16 - 6     | Will Solomon          | Fenerbahçe Ülker      | 34         |
| PlayOff - 1-2 | Gianluca Basile       | AXA FC Barcelona      | 22         |
| PlayOff - 1-2 | Matjaž Smodiš         | PBC CSKA Moscú        | 22         |
| PlayOff - 3   | Tiago Splitter        | TAU Cerámica          | 27         |

| Predecesor: Euroliga 2006-07 | Euroliga 2007-08 | Sucesor: Euroliga 2008-09 |